# 伊佐領駅
伊佐領駅（いさりょうえき）は、山形県西置賜郡小国町大字伊佐領にある、東日本旅客鉄道（JR東日本）米坂線の駅である。

## 歴史
- 1935年（昭和10年）10月30日：米坂東線羽前沼沢 - 小国間開通と共に開業[1][2]。
- 1972年（昭和47年）10月2日：貨物の扱いを廃止[1]。
- 1975年（昭和50年）12月1日：通年で荷物の扱いを廃止[3]。駅員無配置駅となる[4]。
- 1987年（昭和62年）4月1日：国鉄分割民営化により、東日本旅客鉄道の駅となる[1]。
- 1993年（平成5年）12月：現在の駅舎が完成。
- 2022年（令和4年）8月3日：豪雨災害の影響で当駅前後の区間が不通となり、営業休止[2]。

## 駅構造
単式ホーム1面1線を有する地上駅である。
村上駅管理の無人駅となっている。駅舎は待合室の機能のみである。

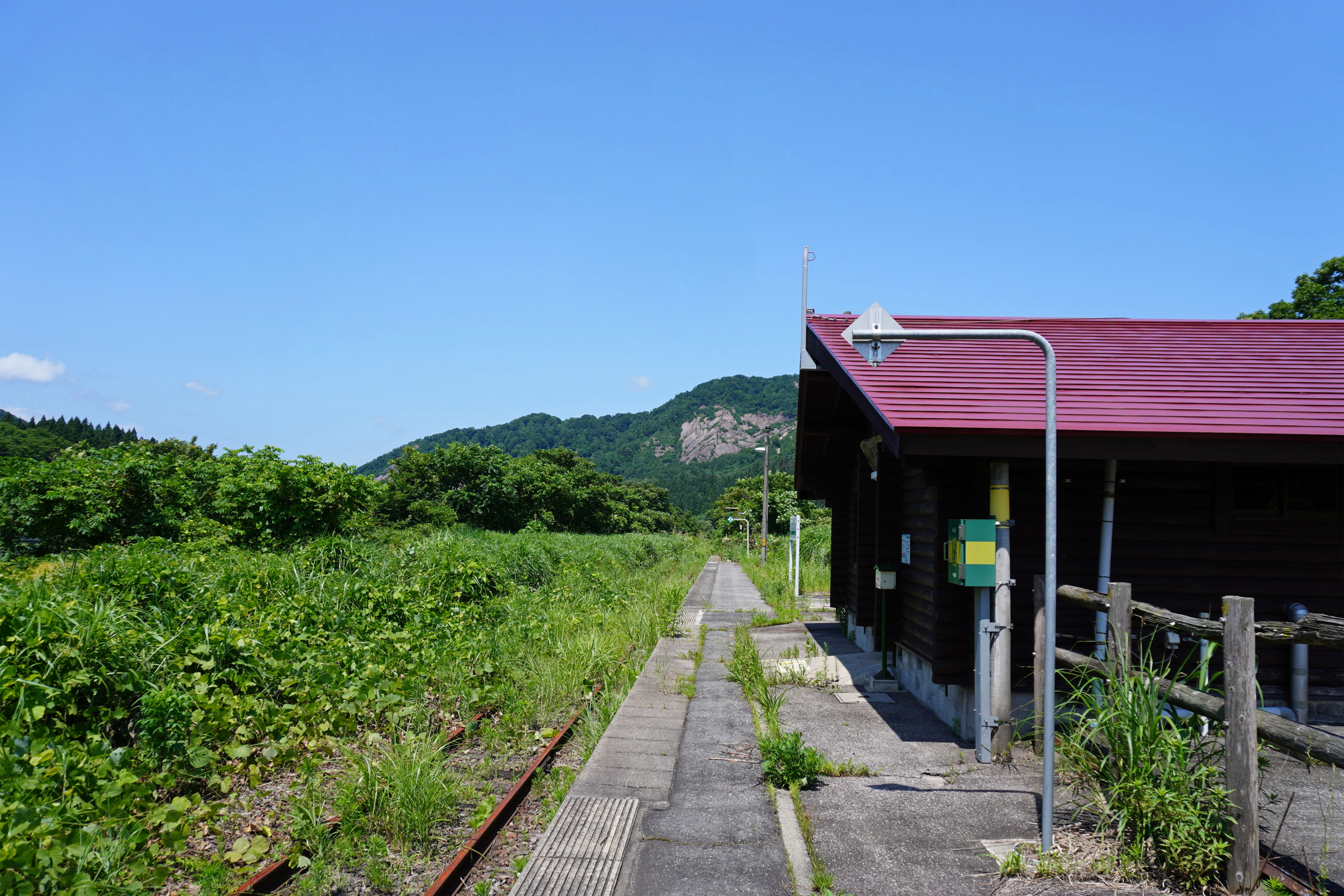
ホーム（2023年7月）

## 利用状況
「山形県の鉄道輸送」によると、2000年度（平成12年度）- 2004年度（平成16年度）の1日平均乗車人員の推移は以下のとおりであった。
| 乗車人員推移       | 乗車人員推移     | 乗車人員推移 |
| 年度               | 1日平均 乗車人員 | 出典         |
| ------------------ | ---------------- | ------------ |
| 2000年（平成12年） | 22               | [ 5 ]        |
| 2001年（平成13年） | 19               | [ 5 ]        |
| 2002年（平成14年） | 16               | [ 5 ]        |
| 2003年（平成15年） | 15               | [ 5 ]        |
| 2004年（平成16年） | 11               | [ 5 ]        |

## 駅周辺
- 伊佐領簡易郵便局
- 国道113号
- 基督教独立学園高等学校

## 隣の駅
東日本旅客鉄道（JR東日本）
■米坂線（休止中）
羽前沼沢駅 - 伊佐領駅 - 羽前松岡駅